# Jane Adams (attrice 1921)
Jane Adams, nome d'arte di Betty Jane Bierce (San Antonio, 7 agosto 1921 – Palm Desert, 21 maggio 2014), è stata un'attrice statunitense.

## Biografia
June Adams frequentò la Pasadena Playhouse, una scuola di arti teatrali della città californiana e iniziò a lavorare sostenendo piccole parti in alcune trasmissioni radiofoniche. Lanciata da un'agenzia di modelle di New York, la Harry Conover Modeling Agency, nel 1945 ottenne le prime partecipazioni cinematografiche, con il maggior ruolo nel film La casa degli orrori.
Recitò prevalentemente nel genere western, spesso al fianco di Kirby Grant e di Johnny Mack Brown. La sua carriera si esaurì nei primi anni cinquanta, che la videro apparire anche in alcune serie televisive, tra le quali The Adventures of Kit Carson e Adventures of Superman. 
Sposata due volte, ebbe due figli col secondo marito Thomas Turnage.

## Filmografia

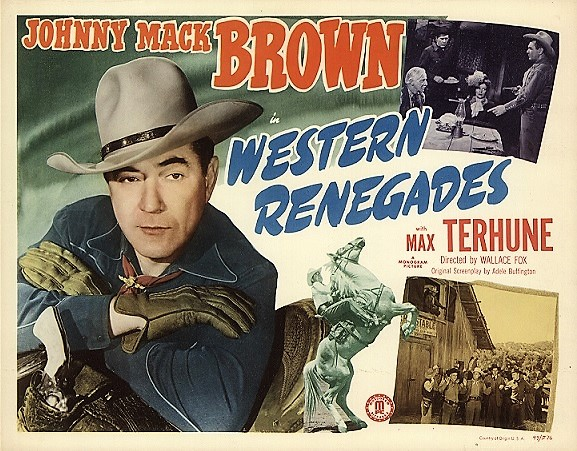
Poster del film Western Renegades

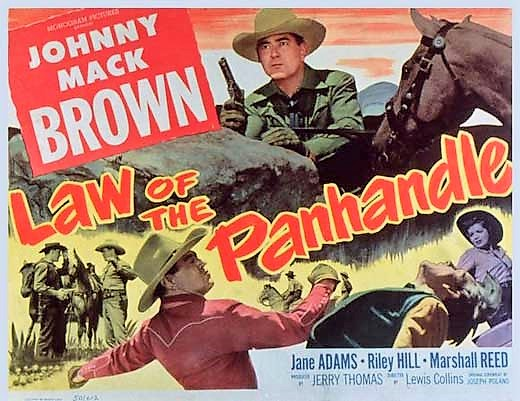
Poster del film Law of the Panhandle

- Salomè (1945)
- Trail to Vengeance (1945)
- Code of the Lawless (1945)
- La casa degli orrori (1945)
- Smooth as Silk (1946)
- Lost City of the Jungle (1946)
- Rustler's Round-up (1946)
- The Brute Man (1946)
- Lawless Breed (1946)
- Gunman's Code (1946)
- Egli camminava nella notte (1948)
- Master Minds (1949)
- Western Renegades (1949)
- Batman and Robin (1949)
- Gun Law Justice (1949)
- Outlaw Gold (1950)
- Law of the Panhandle (1950)
- The Girl from San Lorenzo (1950)
- Street Bandits (1951)